# Мошкинский сельсовет
Мошкинский сельсове́т — сельское поселение в Ветлужском районе Нижегородской области.
Административный центр — село Стрелица.

## История
Статус и границы сельского поселения установлены Законом Нижегородской области от 15 июня 2004 года № 60-З «О наделении муниципальных образований - городов, рабочих посёлков и сельсоветов Нижегородской области статусом городского, сельского поселения».
Законом Нижегородской области от 28 августа 2009 года № 130-З, сельские поселения Галкинский сельсовет, Мошкинский сельсовет и Скулябихинский сельсовет преобразованы, путём их объединения, в сельское поселение Мошкинский сельсовет с административным центром в селе Стрелица.

## Население
| 2002 | 2010 | 2012 | 2013 | 2014 | 2015 | 2016 |
| ---- | ---- | ---- | ---- | ---- | ---- | ---- |
| 1141 | ↘846 | ↘825 | ↘816 | ↗842 | ↘789 | ↘746 |
| 2017 | 2018 | 2019 | 2020 | 2021 |      |      |
| ↘697 | ↘688 | ↘676 | ↘655 | ↘458 |      |      |

## Состав сельского поселения
| №  | Населённый пункт | Тип населённого пункта       | Население |
| -- | ---------------- | ---------------------------- | --------- |
| 1  | Бараниха         | деревня                      | ↗47       |
| 2  | Борок            | посёлок                      | ↘9        |
| 3  | Бурдуково        | деревня                      | ↘12       |
| 4  | Волково          | деревня                      | ↘0        |
| 5  | Галкино          | деревня                      | ↘119      |
| 6  | Голубиха         | посёлок                      | ↘18       |
| 7  | Жарнава          | деревня                      | ↘1        |
| 8  | Иваново          | деревня                      | ↘17       |
| 9  | Иванчиха         | деревня                      | ↘45       |
| 10 | Ионово           | деревня                      | ↘21       |
| 11 | Мошкино          | деревня                      | ↘203      |
| 12 | Печуриха         | деревня                      | ↘2        |
| 13 | Полома           | деревня                      | ↘6        |
| 14 | Пономарица       | деревня                      | ↘21       |
| 15 | Рязанка          | посёлок                      | ↘0        |
| 16 | Рязаново         | деревня                      | ↘28       |
| 17 | Сежа             | деревня                      | ↘10       |
| 18 | Скулябиха        | деревня                      | ↘177      |
| 19 | Стрелица         | село, административный центр | ↘36       |
| 20 | Усолье           | деревня                      | ↘74       |
| 21 | Шилиха           | деревня                      | ↘0        |